# أندرو بيني (متسابق الحدث)
أندرو بيني (بالإنجليزية: Andrew Bennie)‏ هو متسابق الحدث نيوزيلندي، ولد في 18 أغسطس 1956 في أوكلاند في نيوزيلندا.

## وصلات خارجية
- أندرو بيني على موقع أوليمبيديا (الإنجليزية)
- أندرو بيني على موقع اللجنة الأولمبية النيوزيلندية (الإنجليزية)